# Sorex macrodon
{{#ifeq:0|0|{{#if:Sorex macrodon|{{#if:|[[]}}|[[]]}}}}
Sorex macrodon — вид роду мідиць (Sorex) родини мідицевих.

## Поширення
Країни проживання: Мексика. Зустрічається з 1200 до 2600 м над рівнем моря на вкритих мохом берегах потоків в тропічному лісі, а також в щільних дубових лісах на лісових ґрунті або під каменями або колодами. 

## Звички
Живиться в основному комахами. 

## Загрози та охорона
Втрата середовища існування через сільське господарство, а також збезлісення є серйозною загрозою для цього виду. Цей вид не зустрічається в охоронних територіях.